# タウンジー
タウンジー（ビルマ語: တောင်ကြီးမြို့; ALA-LC翻字法: toṅʻ krī" mrui' IPA: /tàuNd͡ʑí mjo̰/）は、ミャンマー中部の都市。シャン州の州都。地名は「大きな山」に由来する。
避暑地として知られる。

## 歴史
タウンジーはシャン山脈のシッタウン山脈の麓に有る小さな村だった。当時はシャン族の人口が多かった。
イギリス統治時代、タウンジーは南シャン州の州都だった。
1894年、タウンジーの近代的発展が始まった。イギリスが司令部をインレー湖東岸のマインタウッ（မိုင်းသောက်; 英: Maingthauk）から、高地のタウンジーに健康と地理の理由で移した。
1906年までに、1000戸以上の家が建った。軍の守備隊も置かれ、町は大いに発展した。

## 地理
インレー湖の東15km、海抜1,400m超の高地に位置する。西に40km離れたヘーホー（Heho）には空港が置かれている。

## 人口
|      | 1967年 | 1983年  | 2010年  |
| ---- | ------ | ------- | ------- |
| 人口 | 15,000 | 108,000 | 205,000 |

## 気候
タウンジーは温帯夏雨気候に属する。1年を通して気温は高く、冬でも温暖であるが、夜間になると気温は下がる。12月から3月にかけての冬期は乾燥しているが、4月から11月にかけての夏期に入ると湿度は上がる。
| タウンジーの気候       | タウンジーの気候 | タウンジーの気候 | タウンジーの気候 | タウンジーの気候 | タウンジーの気候 | タウンジーの気候 | タウンジーの気候 | タウンジーの気候 | タウンジーの気候 | タウンジーの気候 | タウンジーの気候 | タウンジーの気候 | タウンジーの気候 |
| 月                     | 1月              | 2月              | 3月              | 4月              | 5月              | 6月              | 7月              | 8月              | 9月              | 10月             | 11月             | 12月             | 年               |
| ---------------------- | ---------------- | ---------------- | ---------------- | ---------------- | ---------------- | ---------------- | ---------------- | ---------------- | ---------------- | ---------------- | ---------------- | ---------------- | ---------------- |
| 平均最高気温 °C （°F） | 21.9 (71.4)      | 24.1 (75.4)      | 27.2 (81)        | 28.8 (83.8)      | 26.7 (80.1)      | 24.4 (75.9)      | 23.7 (74.7)      | 23.4 (74.1)      | 24.2 (75.6)      | 24.0 (75.2)      | 22.8 (73)        | 20.8 (69.4)      | 24.33 (75.8)     |
| 平均最低気温 °C （°F） | 7.4 (45.3)       | 9.1 (48.4)       | 12.6 (54.7)      | 15.8 (60.4)      | 17.1 (62.8)      | 17.3 (63.1)      | 17.0 (62.6)      | 17.1 (62.8)      | 16.7 (62.1)      | 15.9 (60.6)      | 12.2 (54)        | 8.2 (46.8)       | 13.87 (56.97)    |
| 降水量 mm （inch）     | 5.0 (0.197)      | 5.0 (0.197)      | 7.0 (0.276)      | 51.0 (2.008)     | 166.0 (6.535)    | 217.0 (8.543)    | 230.0 (9.055)    | 303.0 (11.929)   | 281.0 (11.063)   | 200.0 (7.874)    | 76.0 (2.992)     | 11.0 (0.433)     | 1,552 (61.102)   |
| 出典：HKO (1961-1990)  |                  |                  |                  |                  |                  |                  |                  |                  |                  |                  |                  |                  |                  |

## ギャラリー

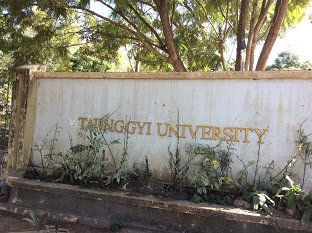
Taunggyi University